# Notosphaeridion umbrinum
Notosphaeridion umbrinum là một loài bọ cánh cứng trong họ Cerambycidae.